# Escuela de Arte y Diseño de Limerick
La Escuela de Arte y Diseño de Limerick (LSAD; en inglés: Limerick School of Art and Design, en irlandés: Scoil Ealaíne Agus Deartha Luimnigh) es una facultad de arte constituyente de la Universidad Tecnológica de Shannon, ubicada en Limerick, Irlanda.
La escuela opera en tres de TUS: los campus de Midwest, Clare Street y George's Quay en la ciudad de Limerick y Clonmel en el condado de Tipperary. La escuela puede rastrear sus orígenes hasta 1852 y ha tenido varias formas y ubicaciones antes de consolidarse en su formato y campus actuales en las décadas de 1980 y 1990. LSAD ofrece cursos de nivel 8 (título de honor) y nivel 9 (maestría) en una variedad de disciplinas de arte y diseño.

## Historia
El 3 de julio de 1852, apareció un aviso público en el Limerick Chronicle anunciando la apertura de la Escuela de Arte Ornamental en el Instituto Leamy en Hartstonge Street. La escuela ofreció instrucción al público en general en dibujo y modelado. El primer folleto establecía el objetivo de la escuela de "proporcionar instrucción en todas aquellas ramas del arte que son aplicables a las manufacturas y la decoración". La escuela abrió el 2 de noviembre de 1852 con 28 alumnos varones y siete mujeres.
Aunque la escuela prosperó en su primer año, los cambios en los departamentos gubernamentales llevaron a la retirada de fondos y la escuela se vio obligada a cerrar en enero de 1855. Tras la presión pública, la escuela reabrió en diciembre de 1855 bajo los auspicios del Limerick Athenaeum, un centro de aprendizaje que estaría abierto a todos, independientemente de su clase, credo o trasfondo cultural. Este se había abierto en febrero de 1855 en el número 2 de Upper Cecil Street. La escuela continuó funcionando con éxito durante las próximas décadas. Los fideicomisarios del Athenaeum entregaron el edificio a la Corporación en 1896 para administrar la propiedad para el avance de la educación técnica en Limerick. Sin embargo, a principios de siglo, el edificio ya no era lo suficientemente grande para albergar la gama de cursos ofrecidos por el Comité de Instrucción Técnica de Limerick, y la escuela comenzó a trasladar secciones a nuevas instalaciones, principalmente en George's Street (ahora Calle O'Connell).
Los departamentos finalmente se realojaron en un sitio con la apertura del Instituto Técnico Municipal en O 'Connell Avenue en diciembre de 1911. Desde entonces, este edificio se conoce en Limerick como 'Red Tech'. El trabajo del Instituto se estaba llevando a cabo en el contexto de un intenso cambio político en Irlanda y se vio obligado a cerrar desde 1919 hasta 1923. Las tropas del Regimiento de Warwickshire ocuparon el Instituto durante la Guerra de Independencia de Irlanda en 1921 y se causaron daños considerables a la edificio y su contenido. Limerick MTI finalmente reabrió sus puertas en octubre de 1923 y el impacto del cierre fue tal que se convirtió en una nueva empresa.
El Comité de Educación Vocacional se estableció en julio de 1930 y se hizo cargo del funcionamiento del MTI, con su enfoque principal en brindar educación a tiempo completo a estudiantes entre las edades de catorce y dieciséis años. Esto continuó prácticamente en el mismo formato hasta 1967, cuando Limerick VEC fue suspendido durante tres años por irregularidades en el nombramiento del personal. La Escuela de Arte se había trasladado a la antigua enfermería y hogar de enfermeras del condado en Mulgrave Street en 1962, ahora Limerick College of Further Education.
Limerick se perdió un nuevo colegio técnico en 1966 con el establecimiento de los Colegios Técnicos Regionales, ya que el Departamento de Educación decidió establecer un Instituto Nacional de Educación Superior (que luego se convertiría en la Universidad de Limerick). El VEC de la ciudad de Limerick reconvocado planeó construir Limerick Technical College y adquirió terrenos en Moylish Park para hacer esto. La universidad se inauguró en 1975 y desde entonces se ha convertido en el campus principal del Instituto de Tecnología de Limerick.
La Escuela de Arte siguió creciendo en su ubicación de Mulgrave Street y, a mediados de la década de 1970, la falta de espacio se estaba convirtiendo en una preocupación. En 1980, la escuela tomó forma como lo que ahora es la Escuela de Arte y Diseño de Limerick bajo el LTC reconstituido, que se había convertido en la Facultad de Arte, Comercio y Tecnología (CoACT), y esto coincidió con una mudanza a una propiedad de VEC en George's Quay, anteriormente St. Anne's Vocational School, que se inauguró en 1939 pero quedó vacante en 1978. Sin embargo, la mudanza a George's Quay resultó ser una solución a corto plazo ya que la escuela también superó rápidamente este sitio. CoACT alquiló habitaciones en Bruce House en Rutland Street y en Granary en Michael Street para acomodar a los cursos y estudiantes adicionales, pero esto rápidamente se salió de control con la escuela alquilando otras cinco propiedades durante este período.
Cuando CoACT finalmente logró el estatus de RTC en 1992, se comenzó a trabajar para encontrar una ubicación adecuada para la escuela. El Convento del Buen Pastor en Clare Street se compró a las Hermanas del Buen Pastor en octubre de 1994 y algunas remodelaciones de emergencia permitieron la ocupación en enero de 1995. Se llevaron a cabo más trabajos de remodelación y desarrollo y su etapa final se completó en septiembre de 2008.

## Campus de Clare Street

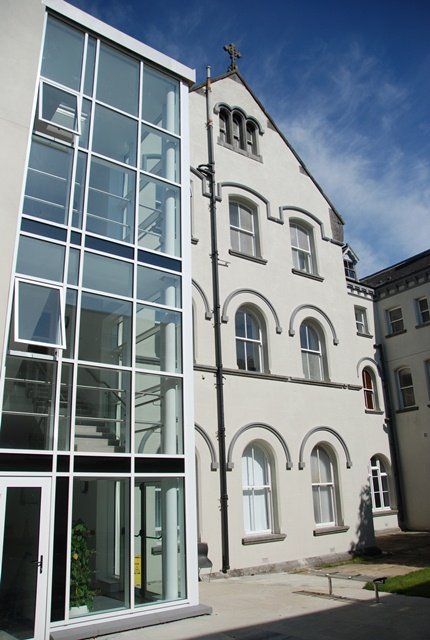
Obra nueva junto a convento del siglo XIX

Clare Street originalmente estaba respaldada por las murallas de Irishtown y su nombre deriva de John Fitzgibbon, el primer conde de Clare que fue Lord Canciller de Irlanda de 1789 a 1802. James O'Sullivan, un comerciante de tabaco, construyó la calle en un terreno pantanoso conocido como Múin na Muice , el páramo o común de los cerdos, y lo dedicó a Fitzgibbon.
El campus de Clare Street está ubicado en el sitio de una antigua escuela Lancaster, desarrollada por Joseph Lancaster para la educación de los pobres a principios del siglo XIX. Lancaster era un cuáquero, nacido en Londres en 1788, que se había dedicado a la educación de los pobres. Su sistema consistía en emplear a los niños más avanzados como monitores o maestros asistentes, para permitir que unos pocos maestros enseñaran a un gran número de niños. La ortografía y la lectura se enseñaban a partir de tablas colgadas en las paredes, prescindiendo así de la necesidad de libros para los pobres y se utilizaban pizarras para escribir, para ahorrar papel. Su primera escuela se fundó en Londres en 1801 y su escuela en Limerick probablemente se fundó alrededor de 1806. La entrada a la escuela estaba en Old Clare Street y esta calle se hizo conocida localmente como The Long Can, según la Escuela de Lancaster.
Las cifras de asistencia cayeron en la escuela y gradualmente cayó en mal estado. En noviembre de 1821, The Christian Brothers compró la escuela por 200 libras esterlinas. En 1858, alquilaron parte del jardín a Madame De Beligond, superiora del Convento del Buen Pastor por un alquiler anual de 10 libras esterlinas. Cuando los Christian Brothers abandonaron el edificio en 1888, lo vendieron a las monjas por 200 libras esterlinas. Establecieron un reformatorio para niñas en el sitio de la antigua Cervecería Thomond, adyacente al convento, que era una de las tres cervecerías que aún funcionaban en la ciudad de Limerick en la década de 1870. Fue vendido a las monjas en 1879 y demolido para construir el reformatorio para albergar a las jóvenes embarazadas fuera del matrimonio. También establecieron una lavandería Magdalena en otro sitio adyacente que había sido un lugar de ejecución pública en los siglos XVI y XVII, conocido como el lugar de ejecución de Farrancroghy. Continuaron operando el reformatorio y la lavandería en el sitio hasta que fue vendido al Colegio Técnico Regional en 1994.
Se han llevado a cabo importantes obras de remodelación y construcción en el lugar, en dos fases. El primero vio la remodelación de gran parte del edificio principal y la capilla a fines de la década de 1990. La segunda fase se completó en agosto de 2008 y consistió en la construcción de un espacio adicional, remodelaciones adicionales y obras de construcción considerables, incluida una nueva entrada a Clare Street.

## Programas académicos

### Pregrado
LSAD ofrece una serie de cursos de arte y diseño:
- Arte y diseño de primer año
- Licenciatura en Bellas Artes en Pintura
- Licenciatura en Bellas Artes en Grabado
- Licenciatura en Bellas Artes en Escultura y Medios Combinados
- Licenciatura en Artes (con honores) en Bellas Artes (en Pintura, Grabado, Escultura y Medios Combinados)
- Licenciatura en Artes en Diseño en Comunicaciones Visuales, Licenciatura en Artes en Diseño de Producto
- Licenciatura en Artes en Diseño de Moda y Licenciatura en Artes (con honores) en Diseño Gráfico, Diseño de Cerámica y Diseño de Moda
- Licenciatura en Ciencias en Multimedia Creativa[10]
- Licenciatura en Ciencias (con honores) en Multimedia Creativa[11]
- Licenciatura en Ciencias (con honores) en Producción de Animación Digital[12]
- Licenciatura en Ciencias (con honores) en Arte y Diseño de Juegos[13]

### Posgrado
- Diploma Superior en Artes para Profesores de Arte y Diseño
- Investigación en Arte y Diseño
- Maestría en Educación en Arte y Diseño

## Alojamiento
La mayoría de los estudiantes de LSAD residen en complejos de alojamiento para estudiantes cercanos, Grove Island, Parkville y Parkview. El alojamiento más cercano a la escuela de arte es Grove Island, y los alojamientos para estudiantes de Parkview y Parkville son los más alejados. Muchos apartamentos individuales también se utilizan en el centro de la ciudad.

## Alumnos destacados
- David Chambers
- Amanda Coogan
- Diana Copperwhite
- Conor Harrington
- Eddie Kennedy
- Miriam Mone
- Eimer Ní Mhaoldomhnaigh
- Declan Shalvey
- John Shinnors
- Pat Shortt
- Samuel Walsh

## Profesores notables
- Anne Seagrave